# Wilsons River
La Wilsons River est une rivière de la Nouvelle-Galles du Sud et un affluent de la Richmond River qu'elle rejoint à Coraki. 

## Géographie
Elle prend sa source dans la partie est du parc national Nightcap et coule d'abord vers le sud-ouest jusqu'à Lismore puis vers le sud jusqu'à Coraki.
Elle déborde régulièrement et parfois inonde Lismore. C'est pour cette raison que la plupart des maisons de Lismore sont surélevées.